# Hesperapis richtersveldensis
Hesperapis richtersveldensis là một loài ong trong họ Melittidae. Loài này được Patiny & Michez miêu tả khoa học đầu tiên năm 2007.